# Egeria
För andra betydelser, se Egeria (olika betydelser).

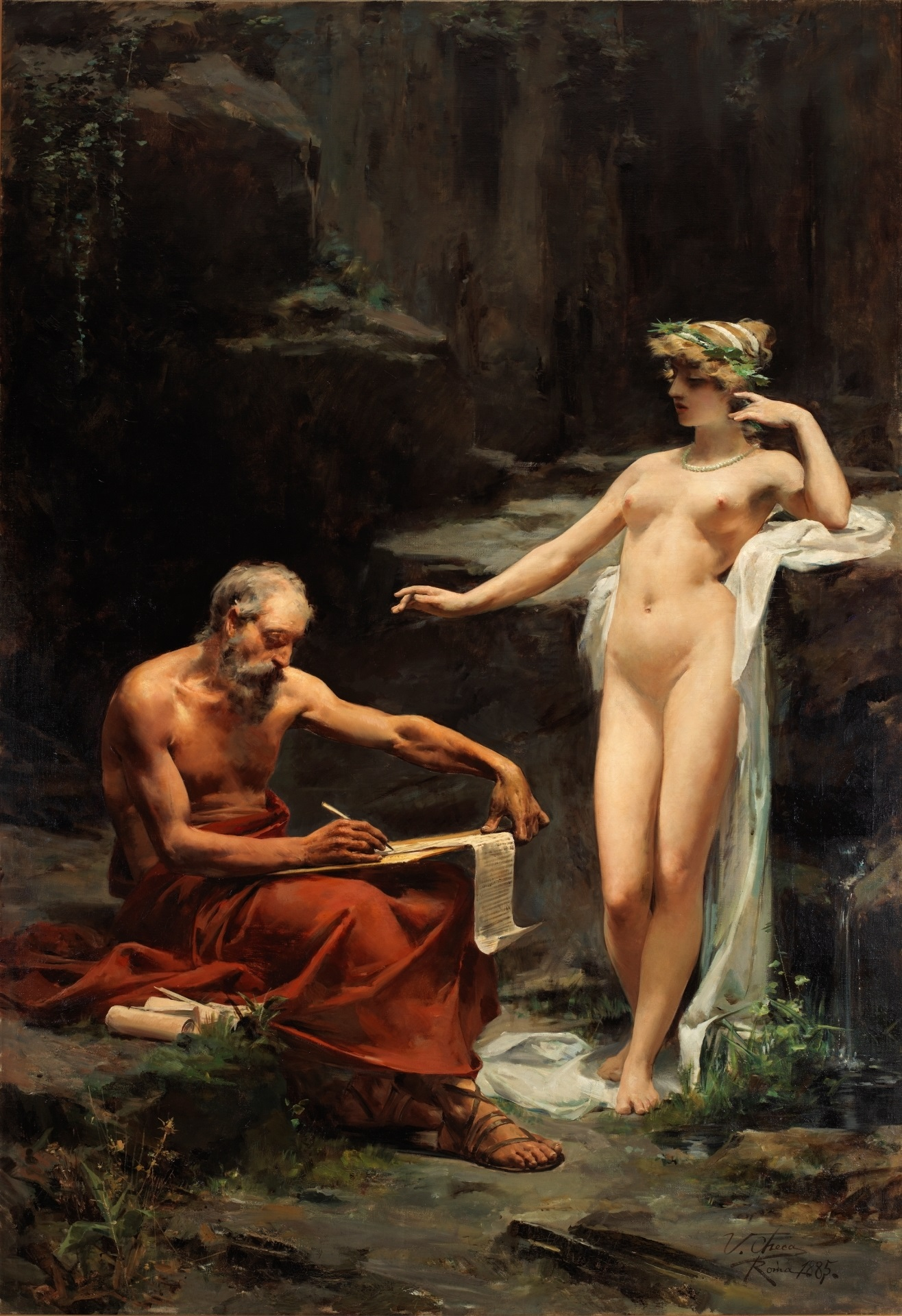
Nymfen Egeria dikterar för Numa Pompilius. Målning av Ulpiano Checa.

Egeria var i romersk mytologi en av två underordnade gudomar vid Dianas helgedom i Aricia (nuvarande Ariccia på Albanobergens sydsluttning i Italien).
Hon var en vattennymf och kvinnor offrade till Egeria för att få en lättare förlossning. Det fanns en ytterligare källa helgad åt Egeria i Rom vid Porta Capena omgiven av en åt camenerna (ett slags gudomligheter för kvinnolivet) helgad lund där de romerska vestalerna hämtade vatten för att rengöra Vestas tempel. Man har funnit bad helgat till Egeria dit sjuka gått för att helas. Enligt folktron var källans nymf begåvad med siarförmåga. Roms andre kung Numa Pompilius sägs ha förälskat sig i Egeria och med henne hade han hemliga nattliga sammankomster under vilka han inhämtade hennes råd beträffande stats- och religionsangelägenheter.
Egeria har gett namn åt 13 Egeria, en asteroid i asteroidbältet.